# Thione cephalotes
Thione cephalotes es una especie de coleóptero de la familia Monotomidae.

## Distribución geográfica
Habita en Nicaragua y Panamá.